# Survivor Series
Survivor Series és un esdeveniment anual de pagament per visió (PPV) produït per l'empresa de lluita lliure professional World Wrestling Federation/Entertainment (WWE) cada mes de novembre. L'esdeveniment va ser creat l'any 1987. Survivor Series és considerat un dels quatre PPV's més importants de l'any juntament amb WrestleMania, Royal Rumble i SummerSlam. Survivor Series té la participació de les dues marques.

## Dates i llocs de Survivor Series
| Show                   | Data                   | Ciutat                        | Lloc                        |        |
| ---------------------- | ---------------------- | ----------------------------- | --------------------------- | ------ |
| Survivor Series (1987) | 26 de novembre de 1987 | Richfield, Ohio               | Richfield Coliseum          | 21.300 |
| Survivor Series (1988) | 24 de novembre de 1988 | Richfield, Ohio               | Richfield Coliseum          | 13.500 |
| Survivor Series (1989) | 23 de novembre de 1989 | Rosemont, Illinois            | Rosemont Horizon            | 15.294 |
| Survivor Series (1990) | 22 de novembre de 1990 | Hartford, Connecticut         | Hartford Civic Center       | 16.000 |
| Survivor Series (1991) | 27 de novembre de 1991 | Detroit, Michigan             | Joe Louis Arena             | 17.500 |
| Survivor Series (1992) | 25 de novembre de 1992 | Richfield, Ohio               | Richfield Coliseum          | 17.500 |
| Survivor Series (1993) | 24 de novembre de 1993 | Boston, Massachusetts         | Boston Garden               | 15.509 |
| Survivor Series (1994) | 23 de novembre de 1994 | San Antonio, Texas            | Freeman Coliseum            | 10.000 |
| Survivor Series (1995) | 19 de novembre de 1995 | Landover, Maryland            | USAir Arena                 | 14.500 |
| Survivor Series (1996) | 17 de novembre de 1996 | Nova York, Nova York          | Madison Square Garden       | 18.647 |
| Survivor Series (1997) | 9 de novembre de 1997  | Mont-real, Quebec, Canadà     | Bell Centre                 | 20.593 |
| Survivor Series (1998) | 15 de novembre de 1998 | St. Louis, Missouri           | Kiel Center                 | 21.779 |
| Survivor Series (1999) | 14 de novembre de 1999 | Detroit, Michigan             | Joe Louis Arena             | 18.735 |
| Survivor Series (2000) | 19 de novembre de 2000 | Tampa, Florida                | Ice Palace                  | 18.602 |
| Survivor Series (2001) | 18 de novembre de 2001 | Greensboro, Carolina del Nord | Greensboro Coliseum Complex | 10.142 |
| Survivor Series (2002) | 17 de novembre de 2002 | Nova York, Nova York          | Madison Square Garden       | 17.930 |
| Survivor Series (2003) | 16 de novembre de 2003 | Dallas, Texas                 | American Airlines Center    | 13.487 |
| Survivor Series (2004) | 14 de novembre de 2004 | Cleveland, Ohio               | Gund Arena                  | 7.500  |
| Survivor Series (2005) | 27 de novembre de 2005 | Detroit, Michigan             | Joe Louis Arena             | 15.000 |
| Survivor Series (2006) | 26 de novembre de 2006 | Filadèlfia, Pensilvània       | Wachovia Center             | 15.400 |
| Survivor Series (2007) | 18 de novembre de 2007 | Miami, Florida                | American Airlines Arena     | 12.500 |
| Survivor Series (2008) | 23 de novembre de 2008 | Boston, Massachusetts         | TD Banknorth Garden         | 12.498 |
| Survivor Series (2009) | 22 de novembre de 2009 | Washington D.C.               | Verizon Center              | 12.500 |
| Survivor Series (2010) | 21 de novembre de 2010 | Miami, Florida                | AmericanAirlines Arena      | 8.000  |
| Survivor Series (2011) | 20 de novembre de 2011 | Nova York, Nova York          | Madison Square Garden       | 16.749 |
| Survivor Series (2012) | 28 de novembre de 201  | Indianapolis, Indiana         | Bankers Life Fieldhouse     | 8.500  |
| Survivor Series (2013) | 24 de novembre de 201  | Boston, Massachusetts         | TD Banknorth Garden         | 13.500 |
| Survivor Series (2014) | 23 de novembre de 201  | Saint Louis, Missouri         | Scottrade Center            | 12.000 |
| Survivor Series (2015) | 22 de novembre de 201  | Atlanta, Geòrgia              | Philips Arena               | 14.481 |
| Survivor Series (2016) | 20 de novembre de 201  | Toronto, Ontario, Canadà      | Air Canada Centre           | 17.143 |
| Survivor Series (2017) | 19 de novembre de 201  | Houston, Texas                | Toyota Center               | 14.478 |
| Survivor Series (2018) | 18 de novembre de 201  | Los Angeles, Califòrnia       | Staples Center              | 16.325 |
| Survivor Series (2019) | 24 de novembre de 201  | Rosemont, Illinois            | Allstate Arena              | —      |